# Чириш-Шинеры
Чи́риш-Шине́ры (чув. Чӑраш Ишек) — деревня в Вурнарском районе Чувашской Республики. Входит в состав Шинерского сельского поселения.

## География
Находится в центральной части Чувашии, на расстоянии приблизительно 13 км на северо-запад по прямой от районного центра поселка Вурнары у республиканской автодороги.

## История
Известна с 1858 года как околоток деревни Яндобы (ныне не существует) с 264 жителями. В 1906 году было учтено 84 двора и 488 жителей, в 1926—135 дворов, 627 жителей, в 1939—750 жителей, в 1979—697. В 2002 году было 181 двор, в 2010—152 домохозяйства. В 1931 году был образован колхоз «Красноармеец».

## Население
Постоянное население составляло 449 человек (чуваши 99 %) в 2002 году, 401 в 2010.